# Ruederkarspitze
Ruederkarspitze är en bergstopp i Österrike.   Den ligger i distriktet Schwaz och förbundslandet Tyrolen, i den västra delen av landet, 400 km väster om huvudstaden Wien. Toppen på Ruederkarspitze är 2 240 meter över havet, eller 103 meter över den omgivande terrängen. Bredden vid basen är 0,13 km.
Terrängen runt Ruederkarspitze är bergig åt sydväst, men åt nordost är den kuperad. Närmaste större samhälle är Vomp, 13,7 km sydost om Ruederkarspitze. 
Trakten runt Ruederkarspitze består i huvudsak av gräsmarker. Runt Ruederkarspitze är det ganska glesbefolkat, med 42 invånare per kvadratkilometer.